# Kristendemokraterne
Kristendemokraterne (KD), dänisch für Christdemokraten, bilden eine christdemokratische Partei in Dänemark.

## Geschichte

### Kristeligt Folkeparti
Die Partei wurde 1970 unter dem Namen Kristeligt Folkeparti (kurz KrF, dän. für Christliche Volkspartei) aus Protest gegen die Legalisierung von Abtreibung und Pornographie gegründet. Der KrF (Wahlliste Q) gelang es bis auf 1994 stets, die Zwei-Prozent-Hürde zu überwinden und in das Folketing einzuziehen. Sie war an einer Reihe von Koalitionsregierungen beteiligt, so von 1982 bis 1988 mit Konservativen, Liberalen und Zentrumsdemokraten mit Christian Christensen als Umweltminister sowie 1993/1994 mit Sozialdemokraten, Sozialliberalen und Zentrum mit Jann Sjursen als Energie- und Flemming Kofod-Svendsen als Wohnungsbauminister.

### Kristendemokraterne
Von 2002 bis 2005 wurde die Partei von Marianne Karlsmose geführt. 2003 benannte sich die Christliche Volkspartei in Christdemokraten um; im folgenden Jahr wechselte die Wahllistenbezeichnung von Q zu K. Im Oktober 2005 wurde Bodil Kornbek zur neuen Vorsitzenden gewählt. Auf dem Parteitag 2008 folgte ihr Bjarne Hartung Kirkegaard. Kornbek verließ daraufhin die KD und wurde Mitglied der sozialdemokratischen Partei, um dort für das Folketing zu kandidieren.
2010/11 waren die KD noch einmal vorübergehend im Parlament vertreten, nachdem der Abgeordnete Per Ørum Jørgensen die Konservativen verlassen hatte und den KD beigetreten war. Damit waren die KD 2011 automatisch zur Parlamentswahl zugelassen, erreichten aber mit 0,8 % wiederum keine Mandate. Ørum Jørgensen avancierte zum Parteivorsitzenden, verließ die Partei aber im September 2012, nachdem er von einer Regionalgliederung nicht zur Wiederwahl nominiert worden war. Neuer Parteivorsitzender war Stig Grenov, bis er 2019 an Stress erkrankte und durch Isabella Arendt ersetzt wurde. Im Frühjahr 2022 verließ Isabella Arendt die Partei und wurde durch Marianne Karlsmose ersetzt, die schließlich im Oktober zur Parteivorsitzenden gewählt wurde. Nach der schlechten Wahl im November 2022 trat sie zurück und die beiden stellvertretenden Vorsitzenden der Partei, Henrik Hjortshøj und Jesper Housgaard, übernahmen.
Im Frühjahr 2023 wurde der Geschäftsmann Jeppe Hedaa auf einer außerordentlichen Bundesversammlung zum neuen Parteivorsitzenden gewählt.
Im August 2018 votierte der Parteivorstand dafür, Jerusalem als Hauptstadt des Staates Israel anzuerkennen.

## Programm
Das Grundsatzprogramm vom 25. Oktober 2008 umfasst u. a. folgende Punkte:
- Verteidigung christlicher Werte, Schutz von Ehe und Familie
- Bewahrung der Schöpfung
- Ambitionierter Sozial- und Gesundheitsservice, Bekämpfung von Alkohol- und Drogenmissbrauch
- Gleichstellung von Mann und Frau, gleicher Lohn für gleiche Arbeit
- Bereicherung Dänemarks durch Migranten mit fremdem kulturellen Hintergrund
- Grüne Abgaben erhöhen und kleine Einkommen schonen
- Volle Teilnahme Dänemarks am europäischen Projekt: Aufhebung der Edinburgh-Vorbehalte (Opt-outs)
- Zusammenarbeit mit den christdemokratischen Parteien in Europa

## Folketingswahlen
Quelle: Folketingets Oplysning
als Kristeligt Folkeparti (1970–2003)
| - 1971 1,9 % - 1973 4,0 % - 1975 5,3 % - 1977 3,4 % - 1979 2,6 % - 1981 2,3 % | - 1984 2,7 % - 1987 2,4 % - 1988 2,0 % - 1990 2,3 % - 1994 1,9 % - 1998 2,5 % - 2001 2,3 % |

als Kristendemokraterne (seit 2003)
| - 2005 1,7 % - 2007 0,9 % - 2011 0,8 % | - 2015 0,8 % - 2019 1,7 % - 2022 0,5 % |